# Робачин
Робачин (пол. Robaczyn, нім. Robertsruh) — село в Польщі, у гміні Сміґель Косцянського повіту Великопольського воєводства.
Населення — 293 особи (2011).
У 1975-1998 роках село належало до Лешненського воєводства.

## Демографія
Демографічна структура станом на 31 березня 2011 року:
|          | Загалом | Допрацездатний вік | Працездатний вік | Постпрацездатний вік |
| -------- | ------- | ------------------ | ---------------- | -------------------- |
| Чоловіки | 141     | 26                 | 101              | 14                   |
| Жінки    | 152     | 36                 | 86               | 30                   |
| Разом    | 293     | 62                 | 187              | 44                   |